# Avinissery
Avinissery é uma vila no distrito de Thrissur, no estado indiano de Kerala.

## Demografia
Segundo o censo de 2001, Avinissery tinha uma população de 11 462 habitantes. Os indivíduos do sexo masculino constituem 50% da população e os do sexo feminino 50%. Avinissery tem uma taxa de literacia de 83%, superior à média nacional de 59,5%; com 51% para o sexo masculino e 49% para o sexo feminino. 12% da população está abaixo dos 6 anos de idade.